# Пашкова Євгенія Сергіївна
Пашкова Євгенія Сергіївна (нар. 19 лютого 1989) — колишня російська тенісистка.
Найвищу одиночну позицію світового рейтингу — 373 місце досягла 7 липня 2014, парну — 201 місце — 3 серпня 2009 року.
Здобула 1 одиночний та 34 парні титули туру ITF.

## Фінали ITF
| турніри $25,000 |
| турніри $15,000 |
| турніри $10,000 |

### Одиночний розряд: 7 (1–6)
| Результат | Ранг | Дата             | Турнір                   | Покриття   | Суперниця           | Рахунок       |
| --------- | ---- | ---------------- | ------------------------ | ---------- | ------------------- | ------------- |
| Поразка   | 1.   | 19 квітня 2010   | ITF Алмати, Казахстан    | Тверде (i) | Ксенія Палкіна      | 5–7, 6–4, 4–6 |
| Поразка   | 2.   | 5 листопада 2010 | ITF Мінськ, Білорусь     | Килим (i)  | Анастасія Васильєва | 4–6, 6–4, 3–6 |
| Поразка   | 3.   | 14 січня 2012    | ITF Анталія, Туреччина   | Ґрунт      | Софія Квацабая      | 0–6, 2–6      |
| Поразка   | 4.   | 20 січня 2013    | ITF Шарм-еш-Шейх, Єгипет | Тверде     | Деніса Аллертова    | 2–6, 6–4, 6–7 |
| Поразка   | 5.   | 7 липня 2013     | ITF Брюссель, Бельгія    | Ґрунт      | Анна Клазен         | 3–6, 3–6      |
| Перемога  | 6.   | 10 серпня 2013   | ITF Астана, Казахстан    | Тверде     | Асія Даїр           | 6–1, 6–1      |
| Поразка   | 7.   | 24 березня 2014  | ITF Шарм-еш-Шейх, Єгипет | Тверде     | Емілі Веблі-Сміт    | 6–7, 6–0, 4–6 |

### Парний розряд: 47 (34–13)
| Результат | Ранг | Дата              | Турнір                                 | Покриття   | Партнерка               | Суперниці                                     | Рахунок             |
| --------- | ---- | ----------------- | -------------------------------------- | ---------- | ----------------------- | --------------------------------------------- | ------------------- |
| Поразка   | 1.   | 9 липня 2006      | ITF Жуковський, Росія                  | Ґрунт      | Єлизавета Титова        | Василіса Давидова Еліна Гасанова              | 3–6, 4–6            |
| Поразка   | 2.   | 5 квітня 2008     | ITF Анталія, Туреччина                 | Ґрунт      | Августа Цибишева        | Сімона Матей Валентіна Сульпіціо              | 2–6, 7–5, [4–10]    |
| Перемога  | 3.   | 23 серпня 2008    | ITF Москва, Росія                      | Ґрунт      | Віталія Дяченко         | Тадея Маєрич Наталія Рижонкова                | 6–0, 6–1            |
| Поразка   | 4.   | 15 вересня 2008   | ITF Русе, Болгарія                     | Ґрунт      | Віталія Дяченко         | Олександра Панова Ксенія Первак               | 2–6, 7–6(5), [5–10] |
| Поразка   | 5.   | 8 березня 2009    | ITF Мінськ, Білорусь                   | Килим (i)  | Віталія Дяченко         | Іма Богуш Дар'я Кустова                       | 1–6, 6–4, [8–10]    |
| Поразка   | 6.   | 25 квітня 2009    | ITF Алмати, Казахстан                  | Тверде (i) | Богуш Іма Анатоліївна   | Тетяна Ареф'єва Анастасія Литовченко          | 4–6, 4–6            |
| Перемога  | 7.   | 24 червня 2009    | ITF Роттердам, Нідерланди              | Ґрунт      | Ірина Кузьміна          | Аленка Губачек Кайрангі Вано                  | 7–6, 7–6            |
| Поразка   | 8.   | 18 липня 2009     | ITF Буча, Україна                      | Ґрунт      | Анастасія Васильєва     | Ірина Бурячок Оксана Ужиловська               | 4–6, 4–6            |
| Поразка   | 9.   | 20 березня 2010   | ITF Санкт-Петербург, Росія             | Тверде     | Олександра Панова       | Альона Сотникова Марина Заневська             | 5–7, 3–6            |
| Перемога  | 10.  | 15 квітня 2010    | ITF Астана, Казахстан                  | Тверде (i) | Марія Жаркова           | Олександра Артамонова Христина Казімова       | 6–0, 6–1            |
| Перемога  | 11.  | 22 квітня 2010    | ITF Алмати, Казахстан                  | Тверде (i) | Жаркова Марія Сергіївна | Ксенія Палкіна Анастасія Пренко               | 3–6, 7–6(9), [10–7] |
| Перемога  | 12.  | 21 серпня 2010    | ITF Санкт-Петербург, Росія             | Ґрунт      | Жаркова Марія Сергіївна | Валентина Івахненко Марія Малхасян            | 6–4, 5–7, [11–9]    |
| Перемога  | 13.  | 4 листопада 2010  | ITF Мінськ, Білорусь                   | Килим (i)  | Жаркова Марія Сергіївна | Оксана Павлова Катерина Яшина                 | 5–7, 7–5, [12–10]   |
| Поразка   | 14.  | 12 березня 2011   | ITF Анталія, Туреччина                 | Ґрунт      | Жаркова Марія Сергіївна | Даніелле Гармсен Бібіана Схофс                | 3–6, 5–7            |
| Перемога  | 15.  | 25 квітня 2011    | ITF Карші, Узбекистан                  | Тверде     | Тетяна Ареф'єва         | Ізабелла Голланд Наомі Броді                  | 6–7(1), 7–5, [10–7] |
| Перемога  | 16.  | 24 червня 2011    | ITF Ізмір, Туреччина                   | Ґрунт      | Тетяна Котельникова     | Александрина Найденова Анна Кароліна Шмідлова | 6–4, 6–0            |
| Перемога  | 17.  | 30 червня 2011    | ITF Ізмір, Туреччина                   | Ґрунт      | Тетяна Котельникова     | Ані Амірагян Олександра Романова              | 7–6, 6–4            |
| Перемога  | 18.  | 16 липня 2011     | ITF Ізмір, Туреччина                   | Ґрунт      | Олена Куликова          | Ксенія Кириллова Ганна Півень                 | 6–4, 6–3            |
| Перемога  | 19.  | 14 листопада 2011 | ITF Вінарос, Іспанія                   | Ґрунт      | Анастасія Гримальська   | Аманда Каррерас Кароліна Пратс Мільян         | 6–3, 6–1            |
| Перемога  | 20.  | 14 січня 2012     | ITF Анталія, Туреччина                 | Ґрунт      | Анастасія Фролова       | Патріча Кіря Патріція Марія Ціг               | 6–4, 7–6            |
| Перемога  | 21.  | 16 березня 2012   | ITF Астана, Казахстан                  | Тверде (i) | Анастасія Васильєва     | Альбіна Хабібуліна Ілона Кремінь              | 7–5, 6–2            |
| Перемога  | 22.  | 23 березня 2012   | ITF Алмати, Казахстан                  | Тверде     | Оксана Калашникова      | Альбіна Хабібуліна Кремінь Ілона Едуардівна   | 6–1, 7–5            |
| Перемога  | 23.  | 21 квітня 2012    | ITF Les Franqueses del Valles, Іспанія | Тверде     | Каролін Даніелс         | Шармада Балу Сижуй Хе                         | 6–4, 6–3            |
| Перемога  | 24.  | 29 квітня 2012    | ITF Вік, Іспанія                       | Ґрунт      | Ізабелла Шинікова       | Аманда Каррерас Хімена Ермосо                 | 6–1, 6–2            |
| Поразка   | 25.  | 3 серпня 2012     | ITF Москва, Росія                      | Ґрунт      | Анастасія Васильєва     | Аріна Родіонова Валерія Соловйова             | 3–6, 3–6            |
| Перемога  | 26.  | 22 вересня 2012   | Batumi Ladies Open, Джорджія           | Тверде     | Юлія Калабіна           | Альона Фоміна Анна Шкудун                     | 7–6, 6–1            |
| Перемога  | 27.  | 1 грудня 2012     | ITF Анталія, Туреччина                 | Ґрунт      | Анастасія Васильєва     | Лаура Йоана Андрей Яніна Тольян               | 4–6, 6–3, [10–2]    |
| Перемога  | 28.  | 20 січня 2013     | ITF Шарм-еш-Шейх, Єгипет               | Тверде     | Яшина Катерина Юріївна  | Валерія Подда Маяр Шеріф                      | 3–6, 6–2, [10–3]    |
| Перемога  | 29.  | 21 січня 2013     | ITF Шарм-еш-Шейх, Єгипет               | Тверде     | Лідія Морозова          | Мелані Клаффнер Меліс Сезер                   | 6–3, 6–1            |
| Перемога  | 30.  | 16 березня 2013   | ITF Мадрид, Іспанія                    | Ґрунт      | Яна Сізікова            | Гая Санесі Джулія Суссарелло                  | 3–6, 6–3, [10–5]    |
| Перемога  | 31.  | 8 квітня 2013     | ITF Ла-Марса, Туніс                    | Ґрунт      | Река Луца Яні           | Данка Ковинич Лаура Пігоссі                   | 6–3, 4–6, [10–5]    |
| Поразка   | 32.  | 22 квітня 2013    | ITF Туніс, Туніс                       | Ґрунт      | Река Луца Яні           | Александра Крунич Катажина Пітер              | 2–6, 6–3, [7–10]    |
| Поразка   | 33.  | 1 червня 2013     | ITF Москва, Росія                      | Ґрунт      | Анастасія Васильєва     | Ксенія Кириллова Поліна Монова                | 6–1, 4–6 [4–10]     |
| Перемога  | 34.  | 15 червня 2013    | ITF Ессен, Німеччина                   | Ґрунт      | Анастасія Васильєва     | Іріна Раміалізон Констанс Сібій               | 7–5, 6–4            |
| Перемога  | 35.  | 22 червня 2013    | ITF Кельн, Німеччина                   | Ґрунт      | Анастасія Васильєва     | Тамара Чурович Антонія Лоттнер                | 6–3, 5–7, [10–6]    |
| Перемога  | 36.  | 3 серпня 2013     | ITF Астана, Казахстан                  | Тверде     | Віра Бессонова          | Майя Гаверова Олена Немчен                    | 3–6, 6–1, [12–10]   |
| Перемога  | 37.  | 10 серпня 2013    | ITF Астана, Казахстан                  | Тверде     | Віра Бессонова          | Йосімі Кавасакі Юмі Накано                    | 6–4, 3–6, [10–7]    |
| Поразка   | 38.  | 8 листопада 2013  | ITF Астана, Казахстан                  | Тверде (i) | Олександра Артамонова   | Людмила Кіченок Надія Кіченок                 | 1–6, 1–6            |
| Перемога  | 39.  | 10 лютого 2014    | ITF Шарм-еш-Шейх, Єгипет               | Тверде     | Ана Веселинович         | Джулія Бруццоне Елена-Теодора Кадар           | 2–6, 6–0, [10–4]    |
| Перемога  | 40.  | 17 лютого 2014    | ITF Шарм-еш-Шейх, Єгипет               | Тверде     | Ана Веселинович         | Зара Разафімахатратра Демі Схюрс              | 6–2, 6–1            |
| Перемога  | 41.  | 17 березня 2014   | ITF Шарм-еш-Шейх, Єгипет               | Тверде     | Ана Веселинович         | Емма Лайне Емілі Веблі-Сміт                   | 6–3, 7–5            |
| Перемога  | 42.  | 24 березня 2014   | ITF Шарм-еш-Шейх, Єгипет               | Тверде     | Прартхана Томбаре       | Лора Діґмен Емілі Веблі-Сміт                  | 6–2, 6–4            |
| Перемога  | 43.  | 23 квітня 2014    | ITF Наманган, Узбекистан               | Тверде     | Ганна Позніхіренко      | Андреа Гаміс Яна Бучіна                       | 6–4, 6–1            |
| Перемога  | 44.  | 19 травня 2014    | ITF Бол, Хорватія                      | Ґрунт      | Емма Лайне              | Ольга Янчук Крістіна Шаховец                  | 6–4, 6–0            |
| Поразка   | 45.  | 8 червня 2014     | ITF Будапешт, Угорщина                 | Ґрунт      | Зузана Лукнарова        | Софія Бланко Адріяна Лекай                    | 6–7(5), 3–6         |
| Перемога  | 46.  | 10 листопада 2014 | ITF Гельсінкі, Фінляндія               | Тверде (i) | Емма Лайне              | Міа Еклунд Олівія Пімія                       | 6–4, 6–0            |
| Перемога  | 47.  | 14 червня 2015    | ITF Бол, Хорватія                      | Ґрунт      | Агнеш Букта             | Лів Ґертс Яннеке Віккерінк                    | w/o                 |